# I Can't Keep Track of Each Fallen Robin
I Can't Keep Track of Each Fallen Robin is het derde album van de Nederlandse band a balladeer, dat werd uitgebracht op 19 oktober 2012.
Het album dankt zijn naam aan een zin uit 'Chelsea Hotel #2' van Leonard Cohen. Het album is een verzameling nummers die sinds 2002 op de plank waren blijven liggen. Het bevat onder andere de single 'Karaoke Night' (geïnspireerd door Spandau Ballet-zanger Tony Hadley) en een drieluik over een aan kanker overleden vriendin. 'Good Year for the Papers' gaat over het jaar 2001.
Het album werd grotendeels opgenomen in The Church, de tot studio omgebouwde kerk van producer Reyn Ouwehand. De instrumentale afsluiter stamt uit 2003 en werd opgenomen in de Abbey Road Studios.

## Nummers
1. "My 'Im Sorry' Song to You" - 2:26
2. "Questionnaire" - 2:53
3. "Sleepover" - 4:03
4. "Robin" - 0:59
5. "Our Song" - 3:02
6. "Karaoke Night" - 4:41
7. "Good Year for the Papers" - 3:18
8. "5 Minutes beside a Hospital Bed" - 3:28
9. "Tarot, Tequila" - 6:51
10. "For Isabelle" - 2:25
11. "Grandpa's Sprinkler" - 3:50
12. "Little Lullaby (For Britt & Jill)" - 1:11